# قشلاق (سلطانیه)
قشلاق (ابهر)، روستایی از توابع بخش سلطانیه شهرستان ابهر در استان زنجان ایران است.

## جمعیت
این روستا در دهستان سلطانیه قرار دارد و براساس سرشماری مرکز آمار ایران در سال ۱۳۸۵، جمعیت آن ۱۸ نفر (۸خانوار) بوده‌است.